# Aquí comiença un vocabulario en la lengua castellana y mexicana
Aquí comienca un vocabulario en la lengua castellana y mexicana è un dizionario spagnolo-nahuatl scritto da Alonso de Molina e pubblicato nel 1555. Si tratta del primo dizionario ad essere stato pubblicato nel Nuovo Mondo e fu il precursore dell'altra opera, sempre di Molina, intitolata Vocabulario en lengua castellana y mexicana del 1571.